# Pablo Lara Rodríguez
Pablo Lara Rodríguez   (Santa Clara, 30 de maig de 1968) és un aixecador de peses cubà, ja retirat, que va competir durant les dècades de 1980 i 1990.
El 1992 va prendre part en els Jocs Olímpics d'Estiu de Barcelona, on va guanyar la medalla de plata en la competició del pes mitjà del programa d'halterofília. Quatre anys més tard, als Jocs d'Atlanta, guanyà la medalla d'or en la mateixa categoria del pes mitjà.
En el seu palmarès també destaquen quatre medalles al Campionat del Món d'halterofília, tres d'or, el 1991, 1994 i 1995, i una de bronze al de 1989. Als Jocs Panamericans guanyà nou medalles d'or entre les edicions de 1987 i 1995, mentre als Jocs Centreamericans i del Carib també guanyà sis medalles d'or entre les edicions de 1993 i 1998. Durant la seva carrera va establir cinc rècords del món, quatre en el dos temps i un en el total.